# بريجيت هامان
بريجيت هامان (بالألمانية: Brigitte Hamann) (و. 1940 – 2016 م) هي كاتِبة، ومؤرخة، وصحفية من ألمانيا، والنمسا، ولدت في إسن، توفيت في فيينا، عن عمر يناهز 76 عاماً.

## التعليم
تعلمت في جامعة مونستر.

## جوائز
حصلت على جوائز منها:
- Anton Wildgans Prize [الإنجليزية]‏ (1994)
- جائزة كونكورديا  [لغات أخرى]‏.

## وصلات خارجية
- بريجيت هامان على موقع IMDb (الإنجليزية)
- بريجيت هامان على موقع مونزينجر (الألمانية)
- بريجيت هامان على موقع ديسكوغز (الإنجليزية)
- بريجيت هامان في قاعدة بيانات الأفلام على الإنترنت